# William M. Lowe
William Manning Lowe (* 12. Juni 1842 in Huntsville, Alabama; † 12. Oktober 1882 ebenda) war ein US-amerikanischer Jurist, Offizier und Politiker.

## Werdegang
William Lowe besuchte die Wesleyan University in Florence (Alabama) und die University of Virginia in Charlottesville. Als der Bürgerkrieg ausbrach, verpflichtete er sich in der Konföderiertenarmee, wo er zuletzt den Dienstgrad eines Lieutenant Colonels bekleidete. Er studierte Jura, bekam seine Zulassung als Anwalt und fing dann in Huntsville zu praktizieren an. Zwischen 1865 und 1867 war er Solicitor im 5. Gerichtsbezirk.
Lowe verfolgte auch eine politische Laufbahn. Er war 1870 Mitglied im Repräsentantenhaus von Alabama und nahm 1875 als Delegierter an der verfassunggebenden Versammlung teil. Danach wurde er für die Greenback Party in den 46. Kongress gewählt, wo er sein Mandat zwischen dem 4. März 1879 und dem 3. März 1881 ausübte. Lowe focht die nachfolgende Wahl von Joseph Wheeler in den 47. Kongress erfolgreich an und diente so vom 3. Juni 1882 bis zu seinem Tod im gleichen Jahr auf seinem Anwesen The Grove in Huntsville. Er wurde auf dem Maple Hill Cemetery beigesetzt.